# Hyperprosopon anale
Hyperprosopon anale är en fiskart som beskrevs av Agassiz, 1861. Hyperprosopon anale ingår i släktet Hyperprosopon och familjen Embiotocidae. Inga underarter finns listade i Catalogue of Life.